# Frank E. Grubbs
Frank Ephraim Grubbs (* 2. September 1913 in Alabama; † 19. Januar 2000 in Maryland) war ein US-amerikanischer Statistiker. Der Ausreißertest nach Grubbs und die Mann-Grubbs-Methode zur Berechnung der unteren Vertrauensgrenze einer binomischen Reihe sind nach ihm benannt.

## Leben
Grubbs machte seinen Bachelor am Alabama Polytechnic Institute. 1949 erlangte er den Ph.D. in Statistik an der University of Michigan. In seiner Dissertation beschäftigte er sich mit der Erkennung von Ausreißern.
Für seine Beiträge im Bereich der Statistik erhielt Grubbs 1964 den Wilks Memorial Award der American Statistical Association. 1969 erhielt er den Jack Youden Prize und den Frank Wilcoxon Prize für die beste Veröffentlichung mit praktischem Anwendungsbereich in der Zeitschrift Technometrics. Im Jahr 1971 erhielt er die Shewhart Medal der American Society for Quality.
Während seiner Zeit bei der United States Army arbeitete Grubbs am Ballistic Research Laboratory. 1975 ging er in den Ruhestand. Grubbs starb am 19. Januar 2000 und wurde auf dem Five Points Belcher Cemetery in Alabama beerdigt.

## Publikationen
- Be your own income tax consultant; an analysis of your personal Federal income tax problems, 1962
- Statistical Measures of Accuracy for Riflemen and Missile Engineers, 1964
- Wasting time modeling, eh?, 1975[3]